# گوزن
گوزن به اعضای خانواده گوزنان (Cervidae) در راستهٔ جفت‌سمان گفته می‌شود. آن‌ها حدود ۲۷ تا ۲۸ میلیون سال پیش از گاوسانان جدا شدند و اکنون حداقل ۹۰ گونه زنده از آن‌ها در نقاط مختلف دنیا زندگی می‌کنند. جنس نر تمام گونه‌های گوزن به جز گوزن آبی شاخ دارد اما در بیشتر گونه‌ها به جز گوزن شمالی جنس ماده شاخ ندارد. شاخ گوزن‌ها تفاوت مهمی با سایر جانوران شاخ‌دار مثل گاوسانان و کرگدن‌ها دارد. شاخ آن‌ها دائمی نیست و هر سال می‌افتد و به جایش شاخ جدیدی می‌روید. نرها شاخ‌های بلند و نسبتاً پهنی دارند. رشد شاخ‌ها از یک سالگی به بعد شروع می‌شود، ولی شاخک‌ها از دوسالگی ظاهر می‌گردد. در اواخر فصل زمستان شاخ‌ها می‌افتند و شاخ‌های جدید بلافاصله شروع به رشد می‌کنند و در تابستان تکمیل می‌شوند. گوزن مشک در واقع به خانواده گوزن‌ها تعلق ندارد و عضو خانواده مستقلی به نام Moschidae است که به گاوسانان کمی نزدیکتر است تا به گوزن‌ها.

## پراکندگی
گوزن‌ها در زیست‌بوم‌های مختلفی زندگی می‌کنند از توندرا تا جنگل باران‌خیز استوایی.

## در تاریخ
گوزن نقشی مرکزی در هنرهای باستانی، فرهنگ و اسطوره‌های هیتی‌ها، مصریان باستان، سلت‌ها، یونانیان باستان و آسیایی‌ها داشته است. برای نمونه موزاییک شکار گوزن ساخته‌شده در مقدونیه باستان (سدهٔ چهارم پیش از میلاد)، احتمالاً اسکندر را در حال شکار یک گوزن با همراهی هفستیون نشان می‌دهد. در آیین شینتو ژاپنی، گوزن سیکا را پیام‌رسان خدایان می‌دانند. در چین باستان گوزن‌ها دارای ویژگی‌های پزشکی شمرده شده و این باور وجود داشته است که آلت تناسلی این جانور دارای خواص ضدافسردگی است. در چین عمر گوزن‌ها را هم‌پایهٔ خدا می‌دانستند. در میان سرخپوستان هویچال مکزیک، گوزن جانور اصلی مناسب برای قربانی به‌شمار می‌رفت. در اروپای قرون وسطی گوزن در نقاشی‌های شکار و نشان‌های خانوادگی دیده می‌شد. همین‌طور گوزن‌ها در بسیاری از آثار متعلق به تمدن‌های مختلف پیشااسپانیایی آند دیده می‌شود.

## ویژگی‌ها

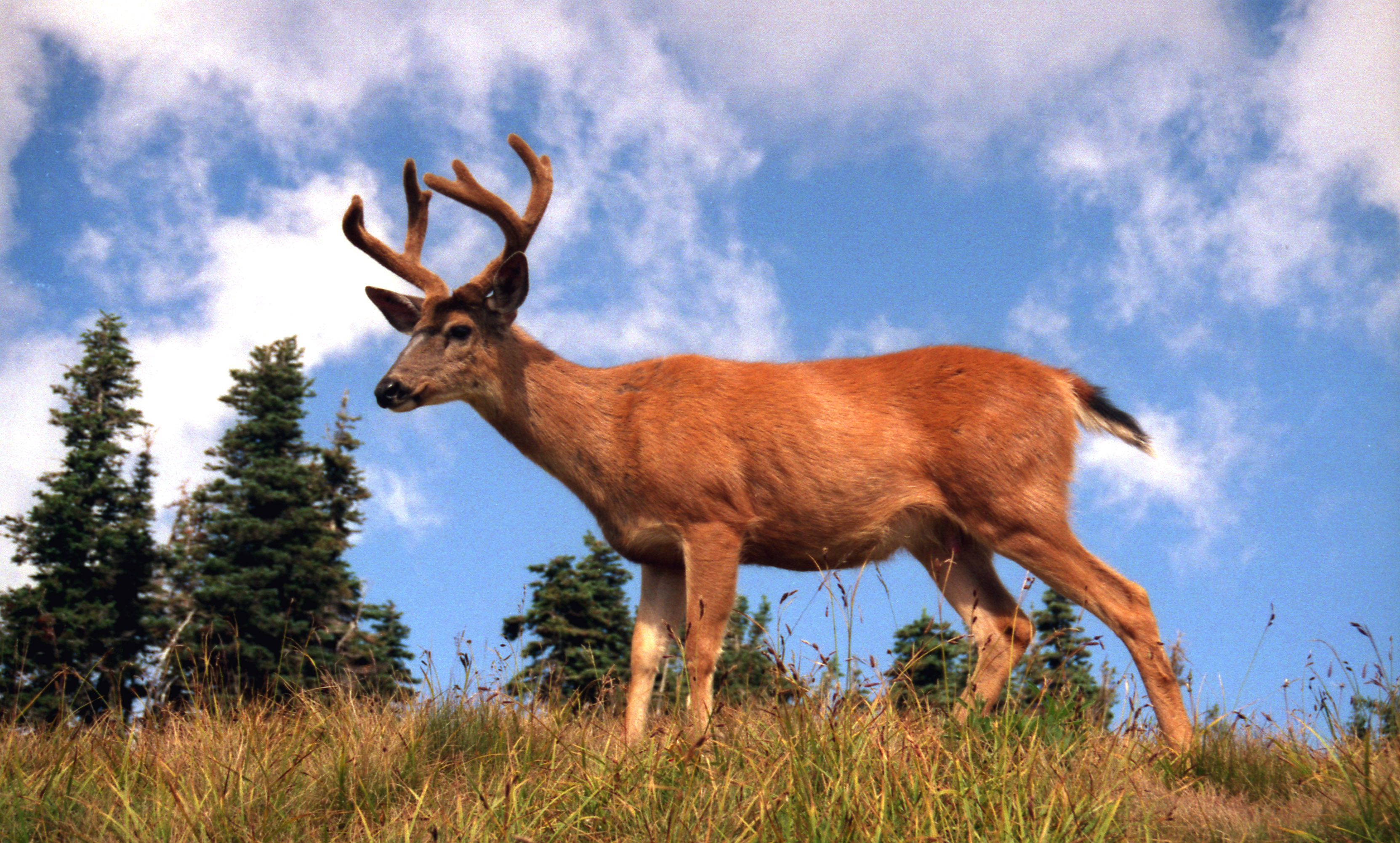
گوزنی در پارک ملی المپیک در ایالت واشینگتن

گوزن‌ها شامه‌ای بسیار قوی دارند، به‌طوری‌که می‌توانند از چندصد متری به وجود دشمن پی ببرند. گوزن‌ها پرش‌های بلندی دارند که حتی می‌تواند به ارتفاع ۲ ،۳ متر و طول ۶٬۷ متر برسد.

## نگارخانه

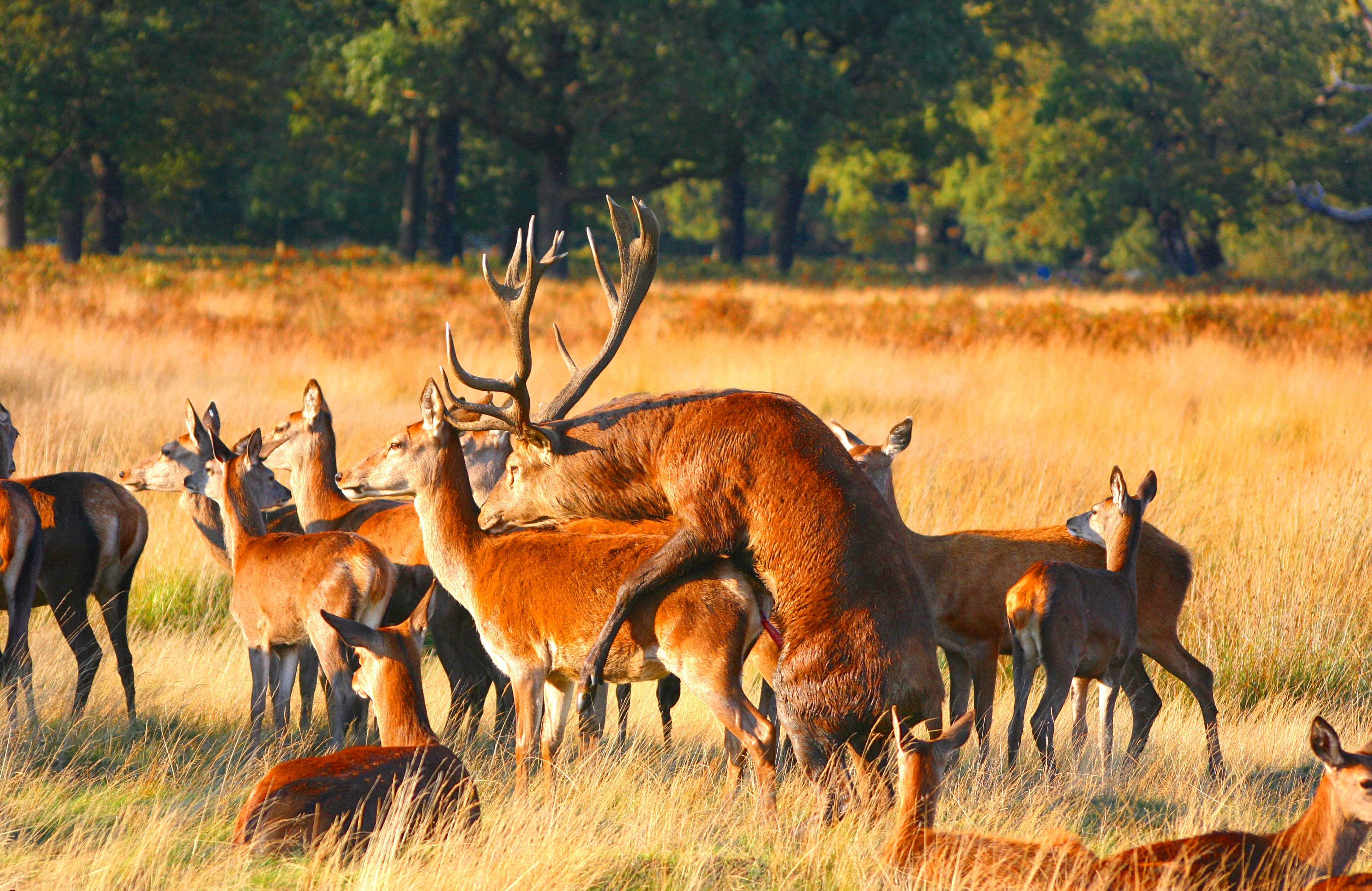
جفت‌گیری گوزن‌ها
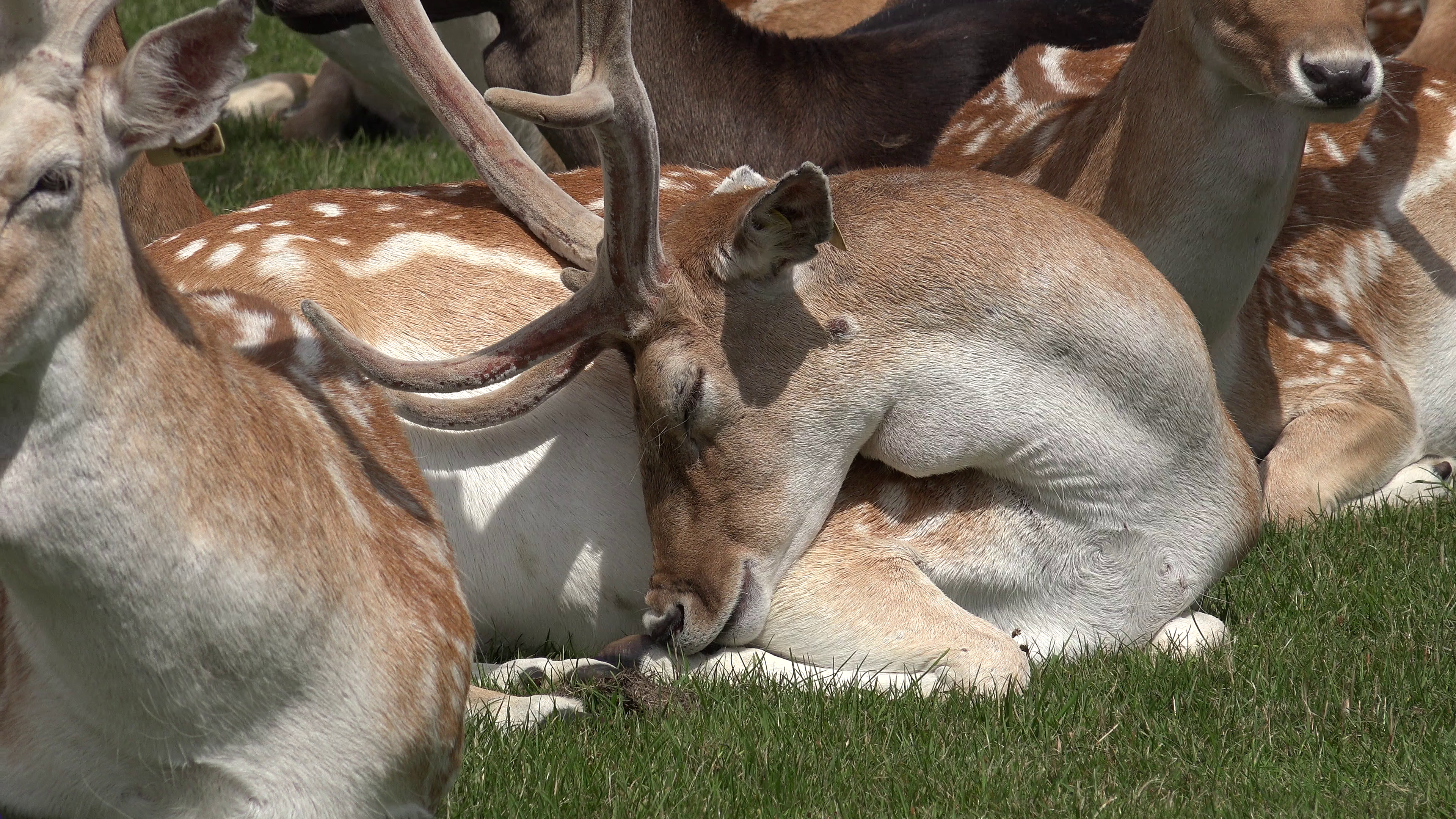
خوابیدن گوزن
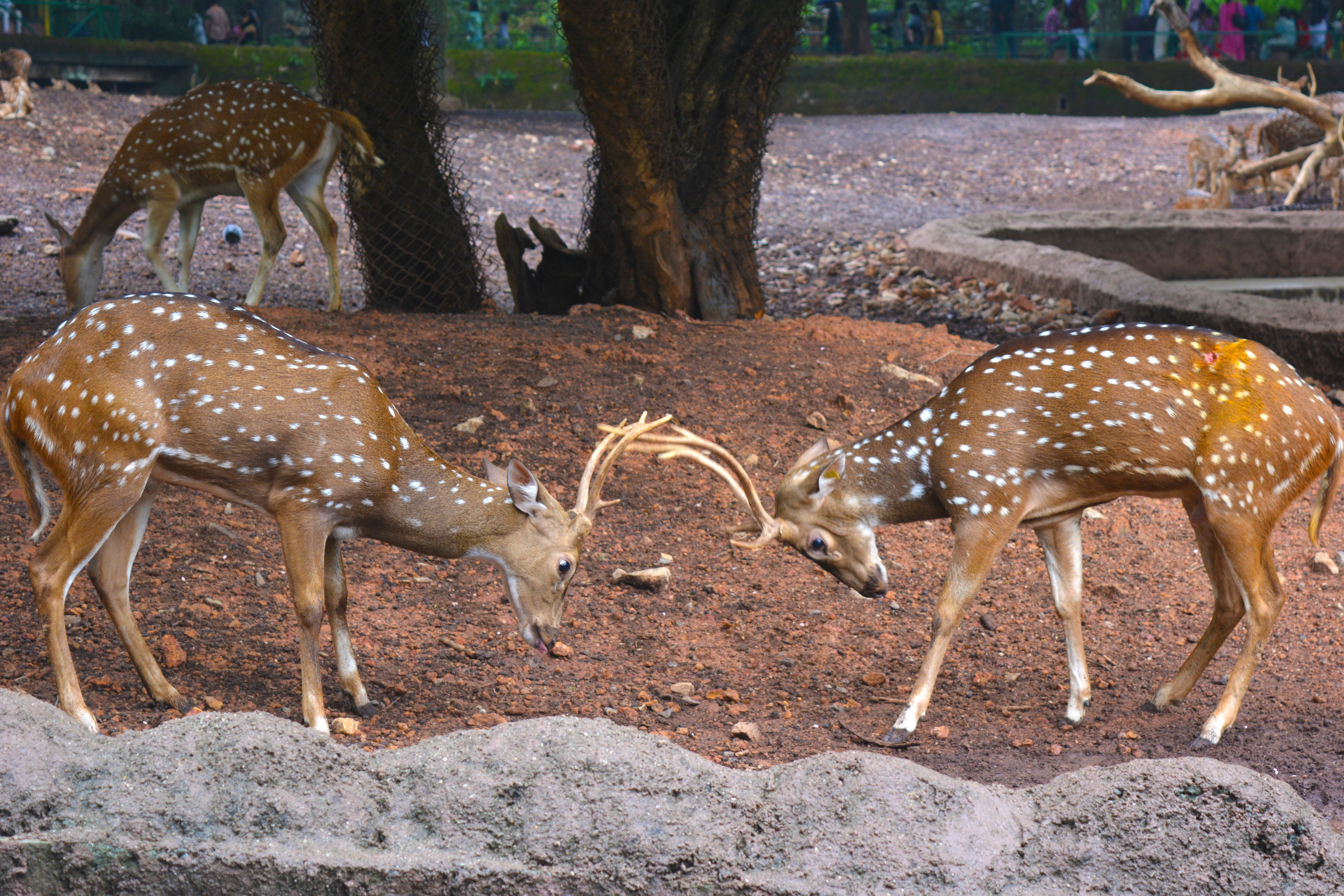
مبارزه گوزن‌ها
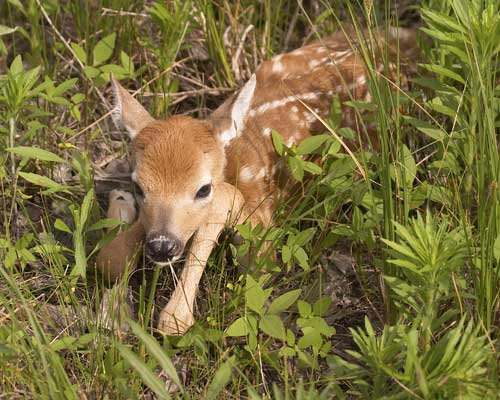
گوزن حنایی تازه متولدشده